# Nordenskiöldine
La nordenskiöldine est un minéral de la famille des borates. Il a été nommé par Christopher Brögger en l'honneur de Nils Adolf Erik Nordenskiöld (1832, 1901), minéralogiste et explorateur suédois.

## Caractéristiques
La nordenskiöldine est un borate de formule chimique CaSn4+[BO3]2. C'est un minéral isostructural avec la dolomite qui cristallise dans le système trigonal. Sa dureté sur l'échelle de Mohs est comprise entre 5,5 et 6.

## Classification
Selon la classification de Nickel-Strunz, la nordenskiöldine appartient à "06.AA - Monoborates, BO3, sans anions additionnels; 1(D)." avec les minéraux suivants : la sassolite, la tusionite, la jimboïte, la kotoïte et la takedaïte.

## Formation et gisements
Elle fut découverte en 1887 à Arøya (Arö), Langesundsfjorden Larvik (comté de Vestfold, en Norvège), dans des pegmatites alcalines, associée à d'autres minéraux tels que : zircon, molybdénite, homilite, cancrinite, analcime et des minéraux du groupe des feldspaths.